# Pupusa
A pupusa (magyar szövegekben sokszor többes számban (pupusas) szerepel) egy töltött tortillaváltozat, Salvador nemzeti étele. Tésztája általában kukoricalisztből (néha rizsből, főként Olocuiltában) készül, a töltelék leggyakrabban sajtot, sült babot, töpörtyűt, tököt vagy tökvirágot, illetve ezek kombinációit tartalmazza.

## Története
Neve valószínűleg a kicse nyelvből ered, ahol a pop szó jelentése nádfonat vagy összeilleszt, egyesít, az utz szóé pedig jó vagy jól megcsinált dolog. Emellett van olyan vélekedés is, hogy a navatl nyelvből származik, amelyben jelentése kövér vagy felfúvódott.
Pontos eredetét nem ismerjük, de ha neve valóban kicse eredetű, akkor a mai Mexikó irányából korábban bevándorló kicsék hozhatták be ősi hagyományként a mai Salvadorba, azon belül is a nyugati Ahuachapán megye vidékére. Az első ismert pupusák még csak növényi alapanyagokból készültek, és félhold alakúakra formázták őket. Fő hozzávalóik például az ayote nevű tök virágja és termése, a Crotalaria longirostrata nevű pillangósvirágú növény, a Sinclairia sublobata (tampupo) nevű katángforma növény és különféle gombák voltak. Később alakja és tölteléke is megváltozott: ma már kerek, és töltéséhez sajtot és húsokat is felhasználnak.
1960-ban José María Lemus elnök, mivel úgy látta, a pupusakészítők nyomorúságos viskókban dolgoznak, elrendelte számukra új betonházak felépítését. Ezek egy fővároshoz közeli helyen épültek fel, amelynek az elnök feleségének, Coralia de Lemusnak a tiszteletére a Rincón de Cora nevet adták.
Az 1980-as években lezajlott polgárháború idején az országból a világ minden tájára rengetegen vándoroltak ki, köztük pedig sokan voltak, akik magukkal vitték a pupusakészítés hagyományát. Főként ennek és a későbbi kivándorlásnak köszönhető, hogy ma már az Amerikai Egyesült Államok és Kanada több településén is minden évben pupusafesztiválokat rendeznek, pupusát árusító helyek pedig Európától Kenyán át Ausztráliáig szinte bárhol találhatók a Földön.
Az étel népszerűsége országos és nemzetközi szinten is gyorsan növekedett: a salvadori gazdasági minisztérium adatai alapján például a 2001 és 2003 közti időszakban a pupusák eladása már 22,8 millió dolláros bevételt hozott, miközben mintegy 250 000 ember foglalkoztatásához járult hozzá. 2004-ben a csaknem kétmillió lakosú San Salvador-i agglomerációból mintegy 400 000-en mondták azt, hogy hétvégéken rendszeresen járnak pupusát enni. 2005-ben a kormány kiadott egy rendeletet, amely kimondja, hogy minden év novemberének második vasárnapja a pupusa nemzeti napja lesz.

## Készítése
A tésztát bármely más tortilla tésztájához hasonlóan kell készíteni. Leggyakrabban kukoricalisztet, ritkábban rizslisztet használnak hozzá, amelyhez forró vizet adnak. Tenyerükben lapos, kerek formájúra lapítják, majd beleteszik a tölteléket, utána pedig batyuszerűen széleit összecsukják, végül ezt a töltött batyut ismét lelapítják. Az elkészült tésztát hagyományosan nők sütik, méghozzá úgy, hogy egyszerűen ráteszik egy forró, olajjal vagy zsírral kikent égetettagyag- vagy fémlapra (serpenyőre, comalra), majd ha egyik fele megsült, átfordítják.

## Rekordok és versenyek
- 1996-ban pupusaevő versenyt rendeztek, amelyet egy Genaro Ramírez nevű ember nyert meg azzal, hogy 51 pupusát evett meg megszakítás nélkül.[2]
- 2007-ben elkészítettek egy Guinness-rekordot is jelentő méretű óriáspupusát: ennek átmérője egy méter volt, vastagsága pedig 15 centi. Több mint 90 kg kukoricalisztből készült masszát, 18 kg sajtot és ugyanennyi töpörtyűt használtak fel hozzá, a feladatban összesen 40 ember működött közre. Az egy tonnás sütőlapon készült pupusából végül 5000 ember kapott részt.[2]
- 2009-ben Olocuiltában gyorsasági pupusakészítő-versenyt rendeztek.[2]

## Képek

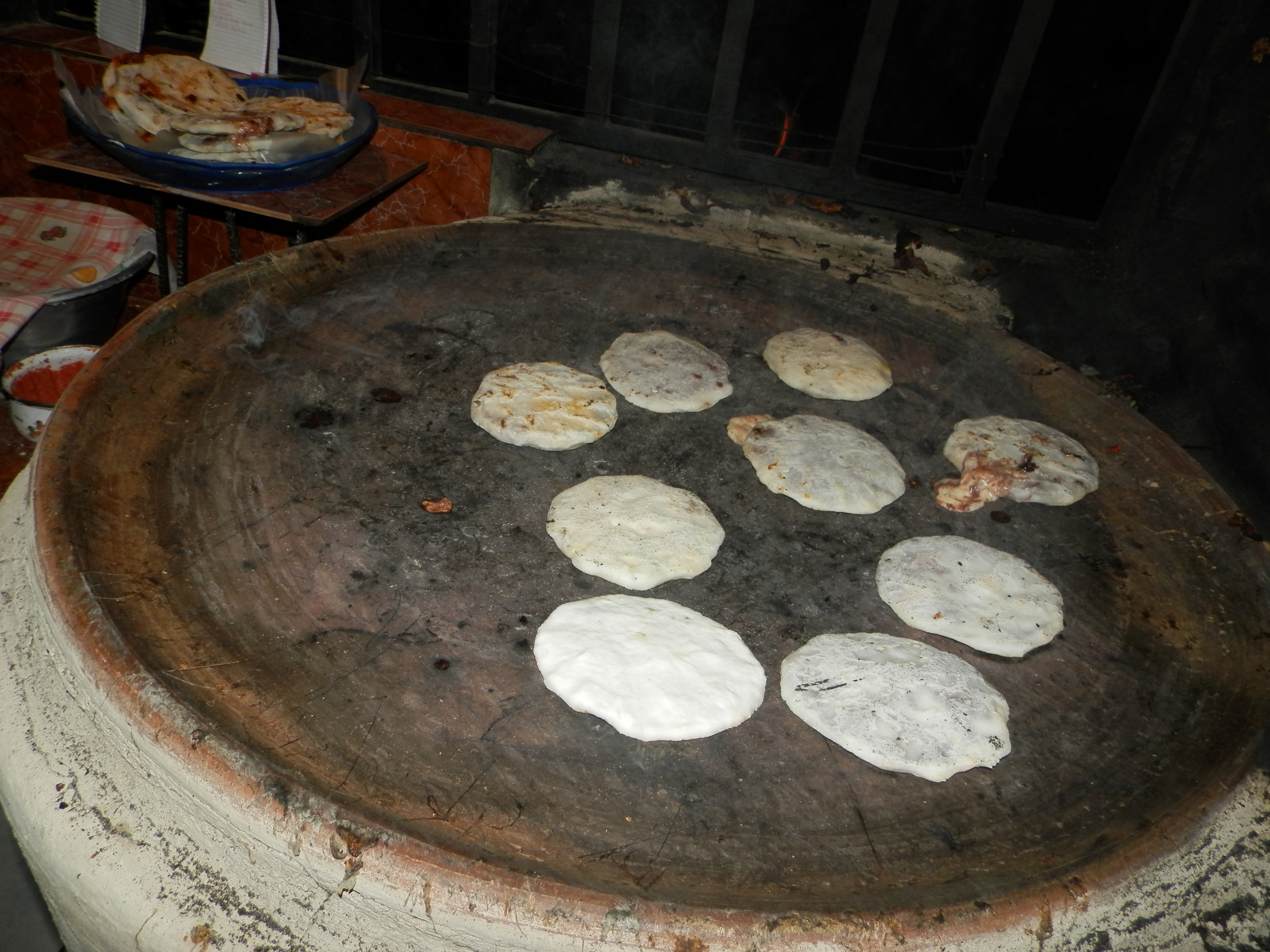
Comalban sülő pupusák
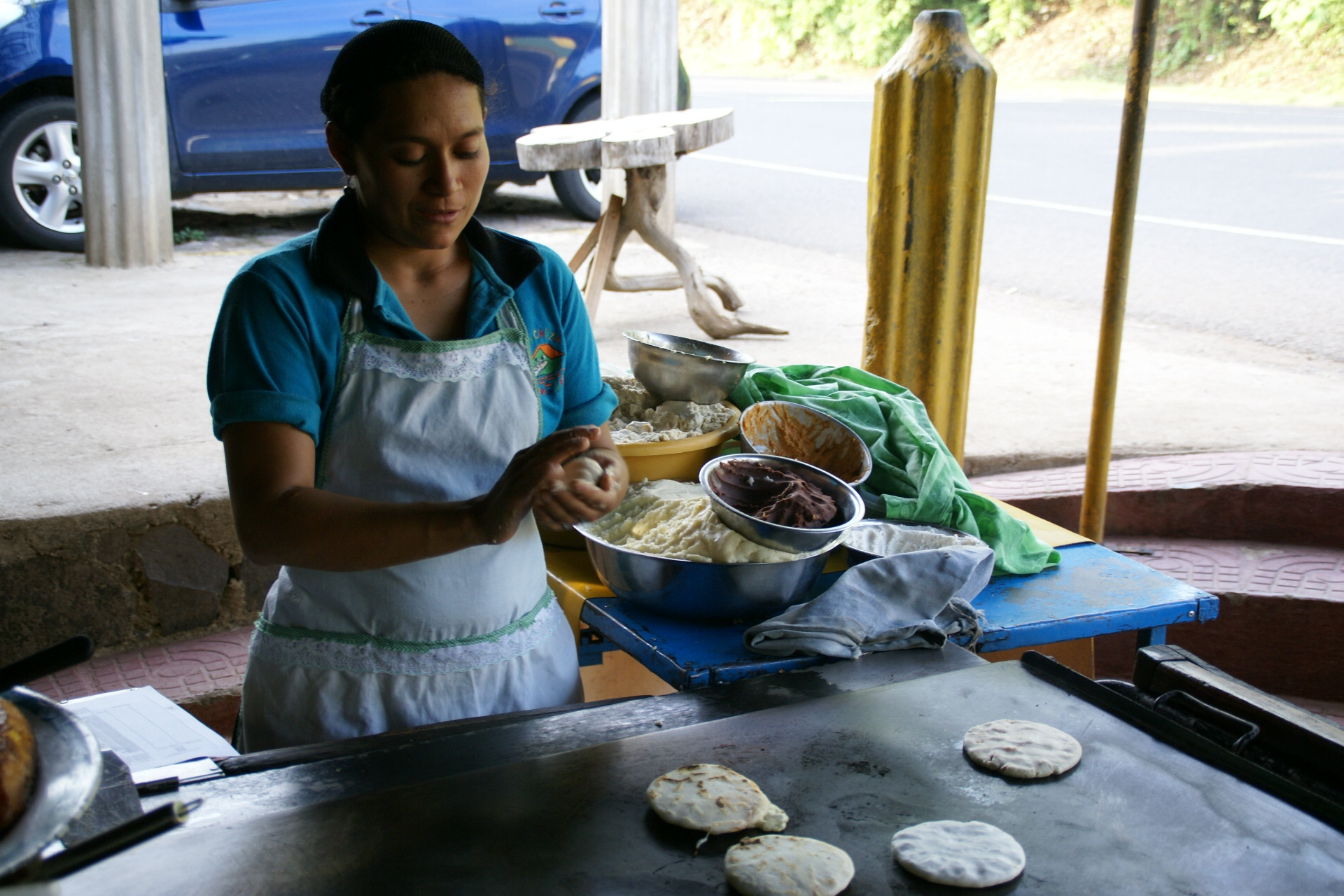
Pupusát készítő nő Salvadorban
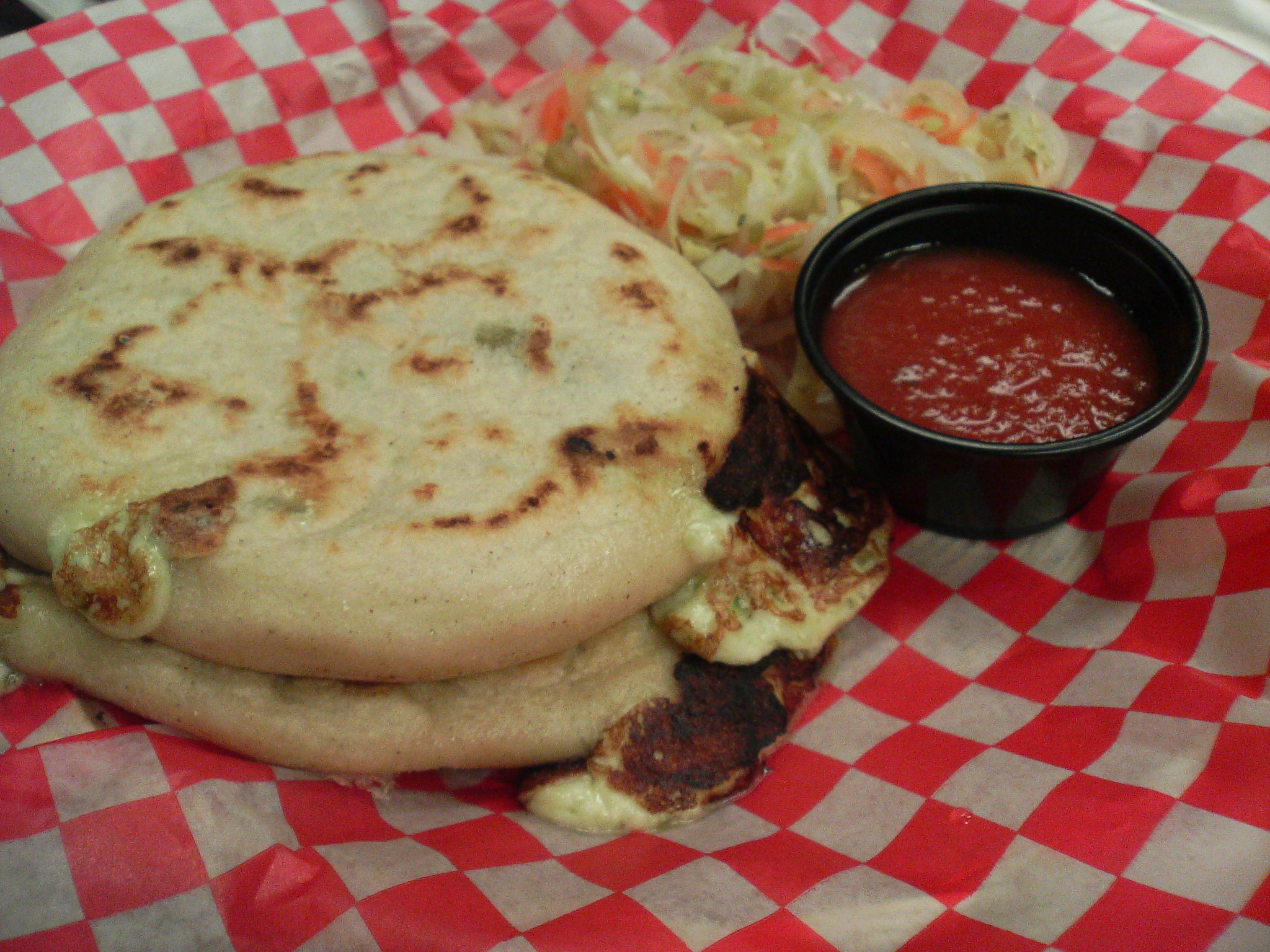
Elkészült pupusa
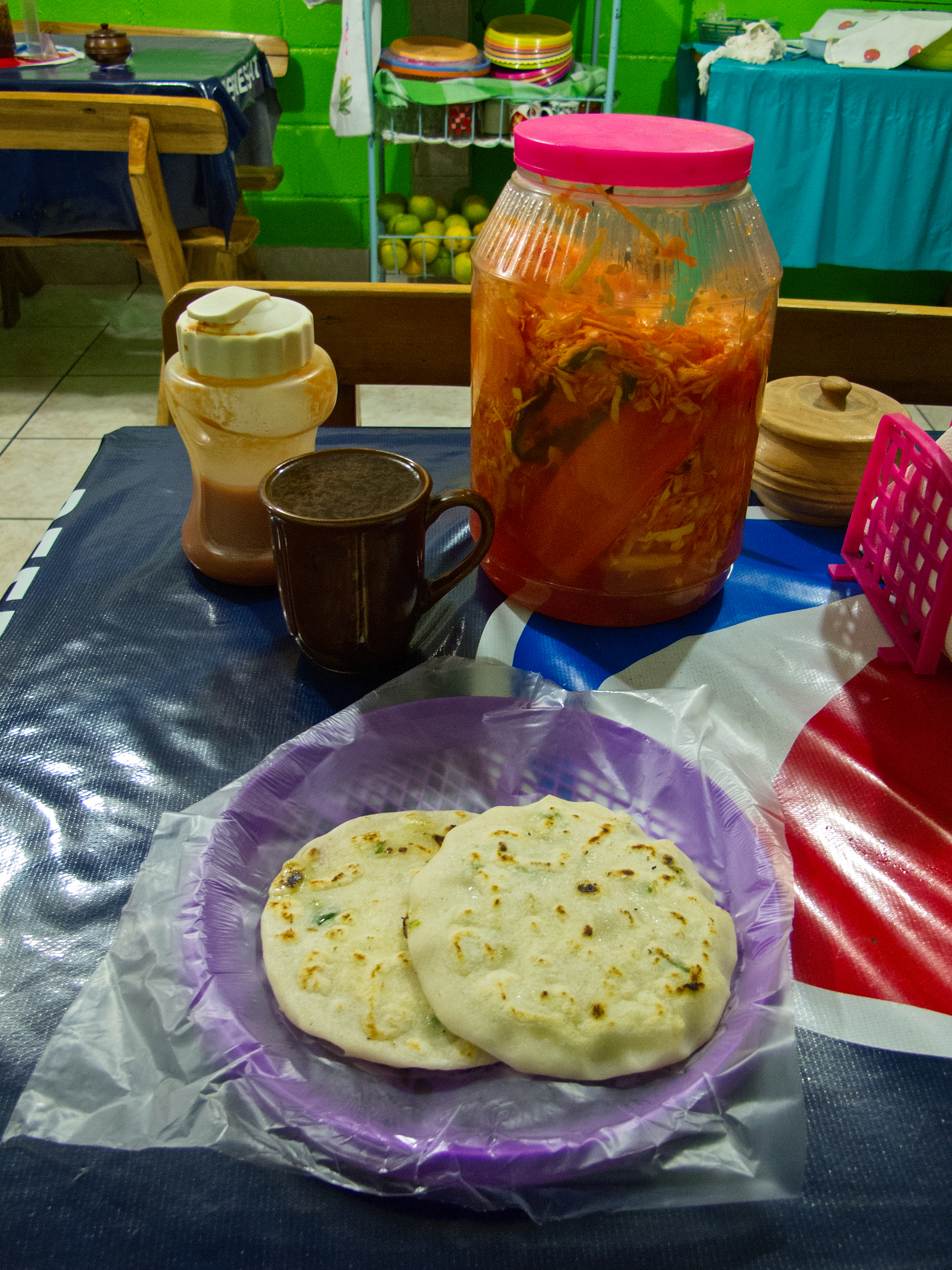
Felszolgált pupusa